# 大學排名
大学排名（英語：College and University Ranking）指的是根据不同的因素对高等教育中的最好机构进行排名。一些排名是针对单个国家或地区的机构进行排名，而另一些排名则是针对全球范围内的机构进行排名。排名通常由杂志、报纸、网站、政府或学术机构进行。排名除了可以针对整个机构外，还可以针对特定的项目、院系或学校而进行。一些排名以机构资金、研究成绩、录取难度和校友成功为衡量标准；也有一些排名还可能考虑专业知识、学生选择、奖项数量、国际化、毕业生就业、产业联系、历史声誉和其他标准的各种组合。
排名最初是为了本科生和他们的父母而建立的，但关于排名的解释、准确性和实用性存在着很多争议。评选方式多样性的不断扩大以及随之而来针对每种评选方式的批评都表明在该领域缺乏共识。此外，似乎有可能通过过度的自我引用或研究人员在调查中相互支持来操纵排名系统。事实上，国际研究显示表明优秀学生认为大学排名靠前能带来特别的利益，积极地影响他们的职业机会和人生质量。排名靠前的大学常常收到更多的学生申请，而排名靠后的大学生源数量可能下降。然而，排名影响着一大批利益攸关方的选择和决定。而大学本身用许多方式使用排名，其中一些是正向的，而有一些是负向的。联合国教科文组织虽然质疑大学排名“弊大于利”，但也承认“无论对错，排名被视为一种衡量质量的标准，因此在世界各地的大学之间造成了激烈的竞争。”

## 全球排名
在所有的全球大学排名中，历史最悠久并影响力最深远的大学排名为夸夸雷利·西蒙兹的“QS世界大学排名”、《泰晤士高等教育》的“THE世界大学排名”，上海软科教育信息谘询公司的“世界大学学术排名”和《美国新闻与世界报道》的《U.S. News全球最佳大學排名》。上述四个排名及其他全球主要大学排名都是基于大学的研究表现，而并非它们的教学表现。这些被批评为“主要基于可以衡量的内容，而不是与大学必然相关和重要的内容”，并且全球可用数据的有效性也受到质疑。截至2021年，在三个最受欢迎的全球排名中，“全球排名前十的机构中的大多数位于南英格兰、加利福尼亚州、三州地区（纽约州、新泽西州、康涅狄格州）和附近的马萨诸塞州。”
虽然一些排名试图使用师生比例等指标来衡量教学，但高等教育政策研究所指出，所使用的指标与研究的关系比教学质量更密切，例如 “师生比例几乎是衡量研究活动的直接指标”，“博士生比例在很大程度上也是研究活动的指标”。《高等教育内幕》同样指出“这些标准实际上并不衡量教学，甚至没有一个接近于评估教学效果的质量”。许多排名也被认为包含对自然科学的偏见；并且由于所使用的文献计量来源，评选标准更倾向于英语期刊。包括世界大学学术排名在内的大学排名并没有考虑到各个机构的体量大小，因此大型机构的排名远高于具有相同研究质量的小型机构。而其他大学排名，例如SCImago机构排名和U.S. News全球大學排行榜，则采用了大小相关与大小无关相混合的衡量指标。
有些排名，较为知名的如QS世界大学排名、THE世界大学排名和U.S. News全球大學排行榜等，会采用所谓的声誉调查。它们的有效性受到了质疑，“大多数专家对简单地询问一群相当不随机的教育工作者和其他参与学术事业人士的意见之可靠性提出了高度批评”；“在方法上（国际声誉调查）是有缺陷的，实际上它们只衡量研究表现，并且歪曲了有利于少数机构的结果。”
尽管受到诸多批评，大学全球排名依然受到了许多关注，特别是QS世界大学排名、THE世界大学排名和世界大学学术排名这三大主要排名。排名影响着大学关于其国际伙伴关系的决定。这样的伙伴关系对于研究、学术项目和学生或教师交换已经具有战略重要性。根据一项国际调查，57%的被调查者说他们的机构的排名影响着其他高等教育机构的科学家是否与他们合作，而34%的人说他们感到排名影响着学术或专业组织是否会把他们接纳为会员。大学还在内部利用排名来为决定与哪些机构合作提供信息。例如宁波诺丁汉大学的前任执行校长高岩（Ian Gow）提出，政府机构正在敦促地方高校把合作伙伴限定在前20位的外国高校。其他地方的学术界人士也证实了他们不太可能考虑与排名更低的大学结成科研伙伴关系，除非后者的个人或团队非常优秀。这可能为新的或者发展中国家的高等教育机构带来明显的劣势。印度大学拨款委员会会要求印度大学所选择的国际合作大学必须位列THE世界大学排名和世界大学学术排名的前500名，而巴西的“科学无国界”计划在筛选国际合作大学时则采用QS世界大学排名和THE世界大学排名。包括丹麦和荷兰在内的一些国家会将大学排名作为积分移民项目的一部分，而俄罗斯等一些国家会自动承认部分排名靠前大学的学位。排名还会影响寻求政府奖学金留学的学生——在蒙古和卡塔尔，奖学金仅限于授予被高排名的国际大学录取的学生。而且它们可以决定政府是否承认外国大学的资质——马其顿自动地承认THE-QS、SJT或USNWR排名中的前500名大学。当慈善家考虑哪所大学提供最好的品牌形象和投资回报的时候，他们也参考排名。德国电信承认它用排名系统去影响它关于专业席位的决策，而波音公司说它将使用排名数据决定“哪些大学……分享[它]……在职业教育和补充培训方面支出的1亿美元。”大学正在设定优先事项并把资源分配给可以帮助促进它们的排名的学科和研究领域。许多政府在决定资源分配和机构资质鉴定的时候使用排名。雇主是另一个经常使用排名去衡量毕业生成功可能性的群体，这让他们更不愿意去录用来自排名不佳的大学的毕业生。

### 主要世界排名

#### QS世界大学排名
QS世界大学排名是由Quacquarelli Symonds所制作的一份针对全球顶尖大学的排名，自2004年开始每年发布一次。2022年，它们针对全球1,300所大学进行了排名，其中包括麻省理工学院、剑桥大学、斯坦福大学、牛津大学和哈佛大学在内的五所大学占据了前5名。根据Alexa Internet的数据显示，QS世界大学排名是全球范围内查看次数最多的大学排名。
需要注意的是QS世界大学排名与泰晤士高等教育世界大学排名之间的关系。在2004年到2009年期间，Quacquarelli Symonds曾经与《泰晤士高等教育》合作发布了“泰晤士高等教育-QS世界大学排名”。但到了2010年，《泰晤士高等教育》结束了与Quacquarelli Symonds的合作，而转与汤森路透合作创建一种新的排名统计方式，因此泰晤士高等教育-QS世界大学排名的排名方式变为由Quacquarelli Symonds独家使用。此外，Quacquarelli Symonds也曾短暂与《美国新闻与世界报道》合作，《美国新闻与世界报道》将这份排名称为“世界最佳大学排名”。但是到了2014年10月，《美国新闻与世界报道》也发布了自己的首份世界大学排名——US News全球大學排行榜。
根据2016年的说明显示，QS排名使用从74,651名学者和研究员以及37,781名招聘专员收集的同行评审数据。

### 其他世界排名
- 世界大學排名中心大學排名

## 相关争议
没有进入排名可能意味着一所大学被外国博士生、“世界级”科学家、学术伙伴和慈善家忽视。而且由于排名利用的标准和数据最能记录生物科学的表现，艺术、人文和社会科学容易受到伤害。诸如工程、商业和教育等专业学科没有很强的同行评议出版的传统，它们也面临着压力。
排名重视地位和声誉，强烈地偏向历史悠久和资金充裕的机构，通常是偏向发达国家的医学院。这种体系让发展中国家的大学无法与美欧的重量级选手竞争。精英教育和大众教育之间的鸿沟，以及发达国家和发展中国家大学之间的鸿沟很可能会扩大。一个特别的问题在于排名固定了对某一时刻的品质的单一定义，而高等教育机构和它们的使命是多样化的。仅仅把重点放在科研强度上，就忽略了其他的维度，诸如教学、社区参与、第三职能和创新，以及社会和经济影响。此外，高等教育机构是复杂的组织，不同的院系和活动有不同的优势和弱点。根据所使用的标准或者指标/权重的不同，对优秀程度的定义可能不同。由于排名计算总分，高等教育的复杂性被减少到了一个数字分数，而差别被夸大了。
大学排名的发展反映出高等教育国际化的重要趋势以及人们对于高等教育机构的质量评比产生了日益浓厚的兴趣。人们越来越关注大学排名，但学者、学生、办学方、决策者和发展机构提出了诸多批评。从积极的一面来看，人们越来越希望了解关于高等教育机构“质量”的通俗明了、切实可行且相对简单的综合信息，而排名恰恰满足了这项需求。这种需求之所以增加，是因为在高等教育大众化和办学方日趋多样化的情况下，人们需要在众多大学当中做出明智的选择。许多人认为，排名还有助于高等教育机构的信息透明和问责制。但批评者认为，排名会将大学的注意力从教学和社会责任转移到排名指标看重的科研类型上来。还有人担心，用一套有限的标准来衡量世界各地的大学，而且考虑到希望挤进世界排名前200位的强烈愿望，排名实际上鼓励了高等教育机构的同质化，削弱了大学对于自身环境的响应能力和实际作用。